# Grössjön (Styrnäs socken, Ångermanland)
Grössjön är en sjö i Sollefteå kommun i Ångermanland och ingår i Ångermanälvens huvudavrinningsområde. Sjön har en area på 0,203 kvadratkilometer och ligger 144,2 meter över havet. Sjön avvattnas av vattendraget Grössjöbäcken.

## Delavrinningsområde
Grössjön ingår i det delavrinningsområde (700453-160258) som SMHI kallar för Mynnar i Loån. Medelhöjden är 183 meter över havet och ytan är 11,41 kvadratkilometer. Det finns inga avrinningsområden uppströms utan avrinningsområdet är högsta punkten. Grössjöbäcken som avvattnar avrinningsområdet har biflödesordning 3, vilket innebär att vattnet flödar genom totalt 3 vattendrag innan det når havet efter 13 kilometer. Avrinningsområdet består mestadels av skog (87 procent). Avrinningsområdet har 0,2 kvadratkilometer vattenytor vilket ger det en sjöprocent på 1,8 procent.